# バイ・ザ・ウェイ (事務所)
有限会社バイ・ザ・ウェイは、日本の芸能事務所。日本芸能マネージメント事業者協会会員。

## 概要
2005年、融合事務所の子会社として設立。以降所属俳優及び規模を拡大する。
2010年、融合事務所より分離独立。
2016年、アクトレインクラブと業務提携を結ぶ。これに伴い、アクトレインクラブ所属の俳優の何人かが移籍する。
2020年、映画の制作プロダクション「パイプライン」の資本傘下に入る。

## 所属タレント

### 男性
| あ行 - 太田清伸 か行 - 小池裕之 さ行 - 佐々木勝彦 - 佐々木征史 た行 - 大地康雄 - 堤匡孝 | な行 - 永島和明 ま行 - 松田幸起 や行 わ行 |

### 女性
| あ行 - 伊藤心咲 か行 - 華耀きらり - 北ひとみ - 加藤真伎 た行 - 塚田光虹 | ま行 - 政田江里菜 - 松波燁子 や行 - 柳谷ユカ - 吉村涼 |